# Provincia di Ghazni
Ghazni è una provincia dell'Afghanistan di 1 062 000 abitanti, che ha come capoluogo Ghazni. Confina con le province di Bamiyan a nord-ovest, di Vardak a nord-est, di Lowgar e di Paktia a est, di Paktika a sud-est, di Zabol a sud-ovest, di Oruzgan e di Daikondi a ovest.
È stata recentemente luogo di un'offensiva militare (2021).

## Suddivisioni amministrative
La provincia è suddivisa in diciannove distretti:

Distretti di Ghazni.

- Ab Band
- Ajristan
- Andar
- Dih Yak
- Gelan
- Ghazni
- Giro
- Jeghatoo (Waeez Shahid)
- Jaghuri
- Khugiani
- Khwaja Umari
- Malistan
- Muqur
- Nawa
- Nawur
- Qarabagh
- Rashidan
- Waghaz
- Zana Khan